# Thể thao điện tử tại Đại hội Thể thao Đông Nam Á 2021 – Liên Minh Huyền Thoại
Nội dung Liên Minh Huyền Thoại tại Đại hội Thể thao Đông Nam Á 2021 diễn ra trong 3 ngày từ ngày 20 đến ngày 22 tháng 5 năm 2022 tại Trung tâm Hội nghị Quốc gia ở Hà Nội, Việt Nam. Có 6 quốc gia tham dự nội dung này dưới tư cách đồng đội.
Đây là lần đầu tiên Liên Minh Huyền Thoại xuất hiện với tư cách là một nội dung tranh huy chương trong một cuộc thi đa môn thể thao được Ủy ban Olympic Quốc tế chấp thuận. Trước đó, đây là một nội dung biểu diễn ở Đại hội Thể thao châu Á 2018.

## Vòng loại
Mỗi Ủy ban Olympic Quốc gia (NOC) có thể chọn tối đa 1 đội gồm 5 vận động viên chính thức cùng 2 vận động viên dự bị. Các vận động viên phải đủ 18 tuổi trở lên tính đến thời điểm bắt đầu thi đấu chính thức tại Đại hội Thể thao Đông Nam Á 2021, tức là vận động viên phải có ngày sinh trước ngày 12 tháng 5 năm 2004.
Danh sách vận động viên tham dự phải được gửi về trước 0 giờ ngày 13 tháng 3 năm 2022 (UTC+7).
Lào, Malaysia, Philippines, Singapore, Việt Nam đều có vòng loại chọn đội tuyển, riêng Thái Lan chọn đội tuyển dựa trên thành tích thi đấu quốc tế.

## Thể thức thi đấu
Lễ bốc thăm được tổ chức vào 20 giờ ngày 6 tháng 5 năm 2022 (UTC+7). 6 đội lần lượt được chia vào 2 bảng A, B.
Tại vòng bảng, các đội thi đấu vòng tròn 2 lượt theo thể thức đấu 1 thắng 1 (Bo1). Vòng loại trực tiếp diễn ra theo thể thức đấu 5 thắng 3 (Bo5) loại trực tiếp.

## Lịch thi đấu
Tất cả thời gian đều là UTC+7
Nội dung Liên minh Huyền thoại sẽ diễn ra trong 3 ngày.
| Ngày                               | Thời gian | Vòng      |
| ---------------------------------- | --------- | --------- |
| Thứ sáu, ngày 20 tháng 5 năm 2022  | 10:00     | Vòng bảng |
| Thứ bảy, ngày 21 tháng 5 năm 2022  | CXĐ       | Bán kết   |
| Chủ nhật, ngày 22 tháng 5 năm 2022 | CXĐ       | Chung kết |

## Vòng bảng

### Bảng A
| VT | Đội         | ST | T | B | Giành quyền tham dự     |
| -- | ----------- | -- | - | - | ----------------------- |
| 1  | Philippines | 4  | 3 | 1 | Giành quyền vào Bán kết |
| 2  | Singapore   | 4  | 3 | 1 | Giành quyền vào Bán kết |
| 3  | Thái Lan    | 4  | 0 | 4 |                         |

|  | Tiebreaker bảng A |             |   |  |
|  |                   |             |   |  |
|  | Philippines       | Philippines | W |  |
|  | Singapore         | Singapore   | L |  |

### Bảng B
| VT | Đội          | ST | T | B | Giành quyền tham dự     |
| -- | ------------ | -- | - | - | ----------------------- |
| 1  | Việt Nam (H) | 4  | 4 | 0 | Giành quyền vào Bán kết |
| 2  | Malaysia     | 4  | 2 | 2 | Giành quyền vào Bán kết |
| 3  | Lào          | 4  | 0 | 4 |                         |

## Vòng chung kết
Vòng loại trực tiếp diễn ra vào ngày 21 và 22 tháng 5 theo thể thức Bo5 loại trực tiếp.
|  | Bán kết             | Bán kết  |                       |   | Chung kết | Chung kết |
|  |                     |          |                       |   |           |           |
|  | 21 Tháng 5 – Hà Nội |          |                       |   |           |           |
|  |                     |          |                       |   |           |           |
|  | Philippines         | 3        |                       |   |           |           |
|  | Philippines         | 3        | 22 Tháng 5 – Hà Nội   |   |           |           |
|  | Malaysia            | 1        |                       |   |           |           |
|  | Malaysia            | 1        | Philippines           | 0 |           |           |
|  | 21 Tháng 5– Hà Nội  |          | Philippines           | 0 |           |           |
|  |                     | Việt Nam | 3                     |   |           |           |
|  | Việt Nam            | Việt Nam | 3                     | 3 |           |           |
|  | Việt Nam            |          |                       | 3 |           |           |
|  | Singapore           | 0        |                       |   |           |           |
|  | Singapore           | 0        | Tranh huy chương đồng |   |           |           |
|  |                     |          |                       |   |           |           |
|  | 22 Tháng 5 – Hà Nội |          |                       |   |           |           |
|  |                     |          |                       |   |           |           |
|  | Malaysia            | 1        |                       |   |           |           |
|  | Malaysia            | 1        |                       |   |           |           |
|  | Singapore           | 3        |                       |   |           |           |